# Émilie Fer
Émilie Fer (Bourg-Saint-Maurice, 17 de febrer de 1983) és una esportista francesa que competeix en piragüisme en la modalitat de eslalon.
Va participar en els Jocs Olímpics de Londres 2012, obtenint una medalla d'or en la prova de K1 individual. Ha guanyat 4 medalles al Campionat Mundial de Piragüisme en Eslalon entre els anys 2006 i 2015, i 6 medalles en el Campionat Europeu de Piragüisme en Eslalon entre els anys 2009 i 2015.

## Palmarès internacional
| Jocs Olímpics     | Jocs Olímpics              | Jocs Olímpics | Jocs Olímpics |
| Any               | Lloc                       | Medalla       | Competició    |
| ----------------- | -------------------------- | ------------- | ------------- |
| 2012              | Londres ( Regne Unit)      | 1             | K1 individual |
| Campionat Mundial |                            |               |               |
| Any               | Lloc                       | Medalla       | Competició    |
| 2006              | Praga ( Txèquia)           | 1             | K1 per equips |
| 2013              | Praga ( Txèquia)           | 1             | K1 individual |
| 2014              | Deep Creek ( Estats Units) | 1             | K1 per equips |
| 2015              | Londres ( Regne Unit)      | 3             | K1 per equips |
| Campionat Europeu |                            |               |               |
| Any               | Lloc                       | Medalla       | Competició    |
| 2009              | Nottingham ( Regne Unit)   | 2             | K1 individual |
| 2012              | Augsburg ( Alemanya)       | 2             | K1 per equips |
| 2013              | Cracovia ( Polònia)        | 1             | K1 per equips |
| 2014              | Viena ( Àustria)           | 3             | K1 individual |
| 2014              | Viena ( Àustria)           | 3             | K1 per equips |
| 2015              | Markkleeberg ( Alemanya)   | 3             | K1 per equips |